# Readelf
readelf是在类Unix系统上显示关于目标文件的各种信息的程序。如其名字所示，它读取ELF格式的目标文件。它与objdump一起都是GNU Binutils的一部份。

## readelf和objdump
objdump有类似的功能但有不同的特征比如反汇编。主要的区别是readelf不依赖于BFD库因而有助于检查BFD是否有效。

## 引用
1. ↑  . （原始内容存档于2019-11-29）.